# Александра Чудина
Алекдандра Геоегијевна Чудина (рус. Александра Георгиевна Чудина; Куркински рејон, Тулска област Руска Совјетска Федеративна Социјалистичка Република 6. новембар 1923 — Москва, 28. октобар 1990) бивша је Совјетска мултиспортска спортисткиња, која се такмичила у периоду од 1937. до 1963. године. Такмичила се као атлетичарка, хокејашица са лоптом и одбојкашица. Заслужни је мајстор спорта СССР 1948.
Била је репрезентативка СССР у одбојци 1949—1960, трострука светска првакиња (1952. 1956. и 1960), четворострука европска првакиња (1949, 1950, 1952, 1958) седам пута првак СССР. Трострука освајачица медаља на Олимпијским играма 1952. европска првакиња у петобоју и 39 пута првакиња СССР у атлетици.

## Спортска биографија
Алекандра Чудина је рођена 6. новембра 1923. године у селу Крамска, данас Куркински рејон, Тулска област.
Године 1937. почела је играти хокеј с лоптом (Бенди) у екипи „Красная роза” (Црвена ружа) из Москве. У приоду 1943-1947. играла за хокејску екипу „Динамо” такође из Москве. Са овом екипом постала је власник (1945, 1947) и финалиста (1946) Купа СССР, првак (1945, 1946) и победник првенства у Москви. На Купу Совјетског Савеза одиграја је 11 мечева и постигла 34 гола.
Од 1945. до 1963. игра за одбојкашки клуб Димамо из Москве, са којим је посла: прак Совјетског Савеза 1947, 1951, 1955, 1960, 1962, друга на првенствима 1949, 1952, 1957, 1958, и трећа 1950; победник Купа Европских шампиона 1961. и 1963. године, победник Купа СССР 1950, 1951, 1953. Као део московског репрезентације била је двоструки првак (1956, 1963) и друга (1958) Спартакијади народа Совјетског Савеза (такође првак СССР 1956 и 1963).
У Женској одбојкашкој репрезентацији Русије играла је у периоди 1949—1960, када су три пута били светски прваци (1952, 1956, 1960), четири пута европски прваци (1949, 1950, 1951, 1958) и једном други 1955.
Александра Чудина је једна од најистакнутијих и свестраних совјетских спортиста, па се опробала и у атлетици. У периоду 1945-1956. била је 39 пута првакиња СССР у разним атлетским дисциплинама (трчању на 400 метара, 80 метара са препонама, штафетама 4 х 100 и 4 х 200 метара, петобоју, скоковима у даљ и вис и бацању копља). У периоду од 1953. до 1956. године држала је светске рекорде. Дав пута је порављала рекорде у петобоју:: 9. августа 1953. у Букурешту и 7. септембра 1955. у Москви, а 22. маја 1954. у Кијеву у скоку увис 1,73 м, који се одржао до 5. маја 1956.
На Летњим олимпијским играма 1952. у Хелсинкију постала је троструки освајач медаља у атлетици. Освојила је две сребрне медаље у скоку удаљ . и бацању копља и бронзану у скоку увис .
Након завршетка спортске каријере у 1963. Александра Чудина се бавила тренерским и административним пословима у Спортском друштву Динамо из Москве.
Због спортских успеха аустралијски професор Лудвиг Прокоп 1960. изразио је сумње у њен пола, али оне нису доказане, јер одређивање пола у спорту је први пут представљен на међународним такмичењима у 1966, након што је завршила каријеру..

## Рекорди
| Дисциплина   | Резултат  | Место      | Датум               |
| ------------ | --------- | ---------- | ------------------- |
| Скок увис    | 1,73 м СР | Кијев      | 22. мај 1954.       |
| Скок удаљ    | 6,24 м    | Будимпешта | 23. септембар 1953. |
| Бацање копља | 52,75 м   | Москва     | 7. јул 1953.        |
| Петобој      | 4.750 СР  | Букурешт   | 7. септембар 1955.  |